# AJ McLean

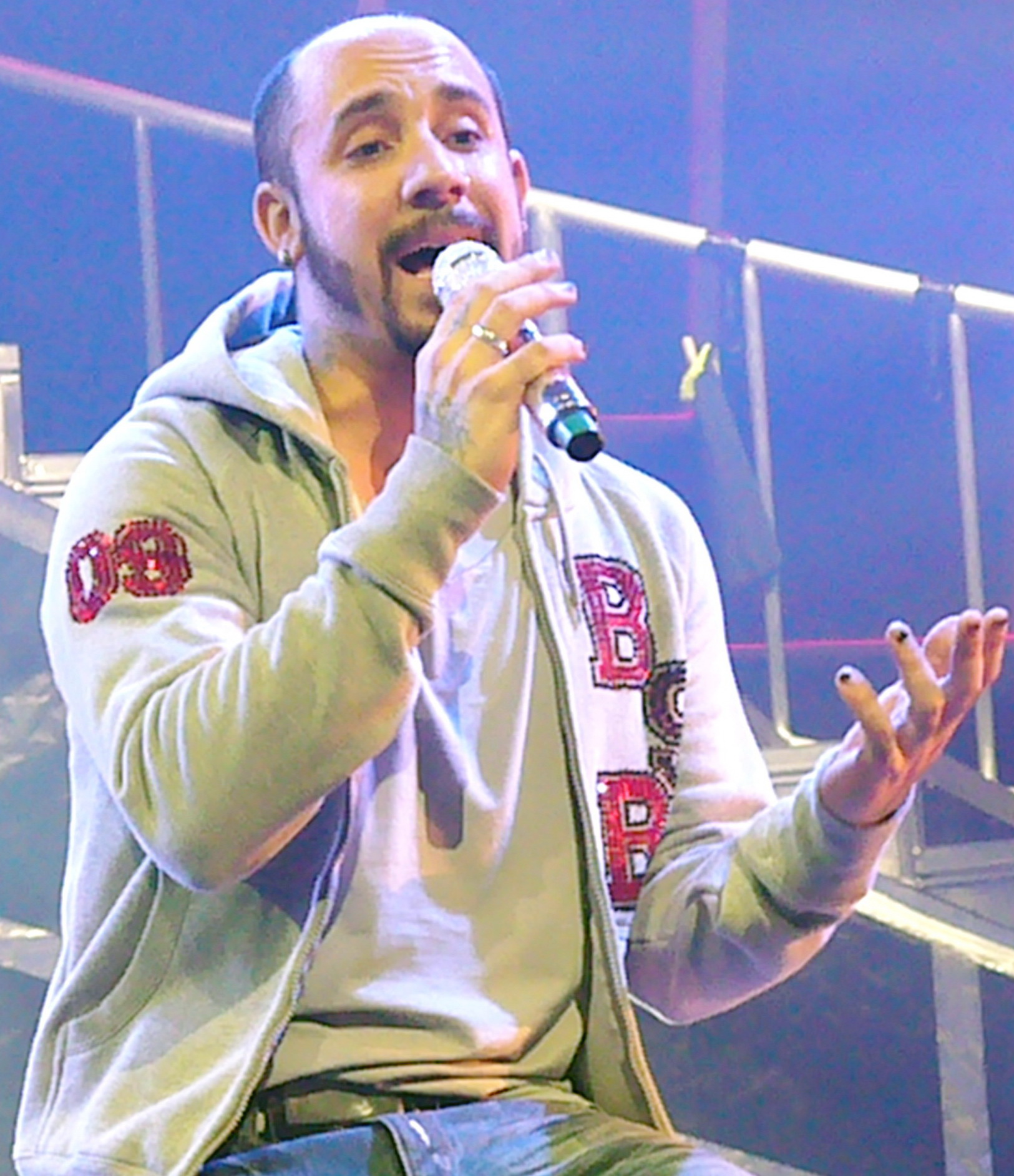
AJ McLean (2009)

Alexander James „AJ“ McLean (* 9. Januar 1978 in West Palm Beach, Florida) ist ein US-amerikanischer Sänger und Mitglied der Gesangsgruppe Backstreet Boys.

## Biographie
AJ McLean kam am 9. Januar 1978 in West Palm Beach, Florida, als Sohn von Denise Fernandez und Bob McLean zur Welt. Als er zwei Jahre alt war, ließen sich die Eltern scheiden und AJ lebte fortan bei seiner Mutter und später auch bei seinen Großeltern.
McLeans Showkarriere begann schon im Kindesalter. Er besaß bereits mit sieben Jahren seine erste Sedcard und avancierte zu einem gefragten Kindermodel.
Bei einer seiner Modenschauen fiel er einem Regisseur auf, der ihn für eine Theater-Version von „Schneewittchen und die sieben Zwerge“ als Dopey engagierte. Er konnte die Leute so überzeugen, dass er daraufhin einen Zweijahresvertrag für die Rolle erhielt. Neben der Grundschule besuchte er das „Boca Raton Dance Studio“, wo er fünf Jahre lang täglich zwei Stunden Ballett- und Tanzunterricht bekam. Außerdem spielte er eine Rolle in der populären US-Kinderserie „Hi Honey, I’m Home“.
1990 zog McLean mit seiner Mutter zu seinen Großeltern Ursula und Adolph nach Kissimmee. Dort besuchte er vier Jahre lang die private Schauspielschule „Florida Academy of Dramatic Arts“. Bei einem seiner unzähligen Castings und Vorstellungsgesprächen traf er Howie Dorough und später Nick Carter, welche 1993 ebenfalls Mitglieder der fünfköpfigen, über Jahre international sehr erfolgreichen Boygroup Backstreet Boys wurden.
2001, als die Backstreet Boys sich gerade auf einer Welttournee mit ihrem vierten Studioalbum „Black & Blue“ befanden, bekannte sich McLean öffentlich, Alkoholiker zu sein und Kokain genommen zu haben. Er begab sich daraufhin in eine Entzugsklinik, weswegen die Backstreet Boys ihre Tour unterbrechen mussten. Nach einem Rückfall und erneutem Entzug hat er heute eigenen Angaben zufolge keine Alkoholprobleme mehr.
Zwischenzeitlich war McLean im Sommer 2008, sowie im Mai 2010 auf eigenen kleinen Tourneen unterwegs, um sein im Januar 2010 erschienenes Soloalbum „Have it all“, zu promoten.
Am 17. Dezember 2011 heiratete McLean seine langjährige Freundin Rochelle Karidis in Los Angeles; am 27. November 2012 wurde die gemeinsame Tochter Ava Jaymes geboren.
Die zweite Tochter des Paares, Lyric Dean, wurde am 19. März 2017 geboren.
Ende März 2023 gaben er und seine Ehefrau ihre vorübergehende Trennung bekannt. Im Januar 2024 machten beide ihre Scheidung öffentlich.
Im Jahr 2016 spielte er in dem Film Dead 7 – Sie sind schneller als der Tod mit.

## Diskografie

### Alben
- 2010: Have It All

### Singles
- 2010: Teenage Wildlife
- 2013: Clouds (Redrama & AJ McLean)
- 2015: Live Together
- 2018: Night Visions
- 2019: Boy and a Man
- 2021: Love Song Love
- 2022: Smoke
- 2024: Electric

### Promo-Singles
- 2015: You
- 2018: Back Porch Bottle Service
- 2019: Give You Away
- 2020: Love on the Brain (Original: Rihanna)

## Filmografie
- 2016: Dead 7 – Sie sind schneller als der Tod (Dead 7)